# Falconara Marittima
Falconara Marittima is een gemeente in de Italiaanse provincie Ancona (regio Marche) en telt 28.362 inwoners (31-12-2004). De oppervlakte bedraagt 25,5 km², de bevolkingsdichtheid is 1112 inwoners per km².
De volgende frazioni maken deel uit van de gemeente: Castelferretti, Falconara Alta, Villanova, Fiumesino, Palombina Vecchia, Rocca a Mare.

## Demografie
Falconara Marittima telt ongeveer 11385 huishoudens. Het aantal inwoners daalde in de periode 1991-2001 met 5,8% volgens cijfers uit de tienjaarlijkse volkstellingen van ISTAT.
| Jaar | Inwoneraantal |
| ---- | ------------- |
| 1991 | 30.105        |
| 2001 | 28.349        |

## Geografie
De gemeente ligt op ongeveer 5 m boven zeeniveau.
Falconara Marittima grenst aan de volgende gemeenten: Ancona, Camerata Picena, Chiaravalle (AN).